# Parc national de Kolovesi
Le parc national de Kolovesi (finnois : Koloveden kansallispuisto) est un parc national situé en Savonie du Sud en Finlande autour du lac Saimaa.  

## Paysage
Créé en 1990, il couvre 23 km2 et protège notamment l’habitat du phoque annelé du lac Saimaa.
Les falaises rocailleuses, sculptées au cours de la dernière glaciation, sont typiques des paysages du parc. Des peintures rupestres y ont été découvertes.

## Galerie

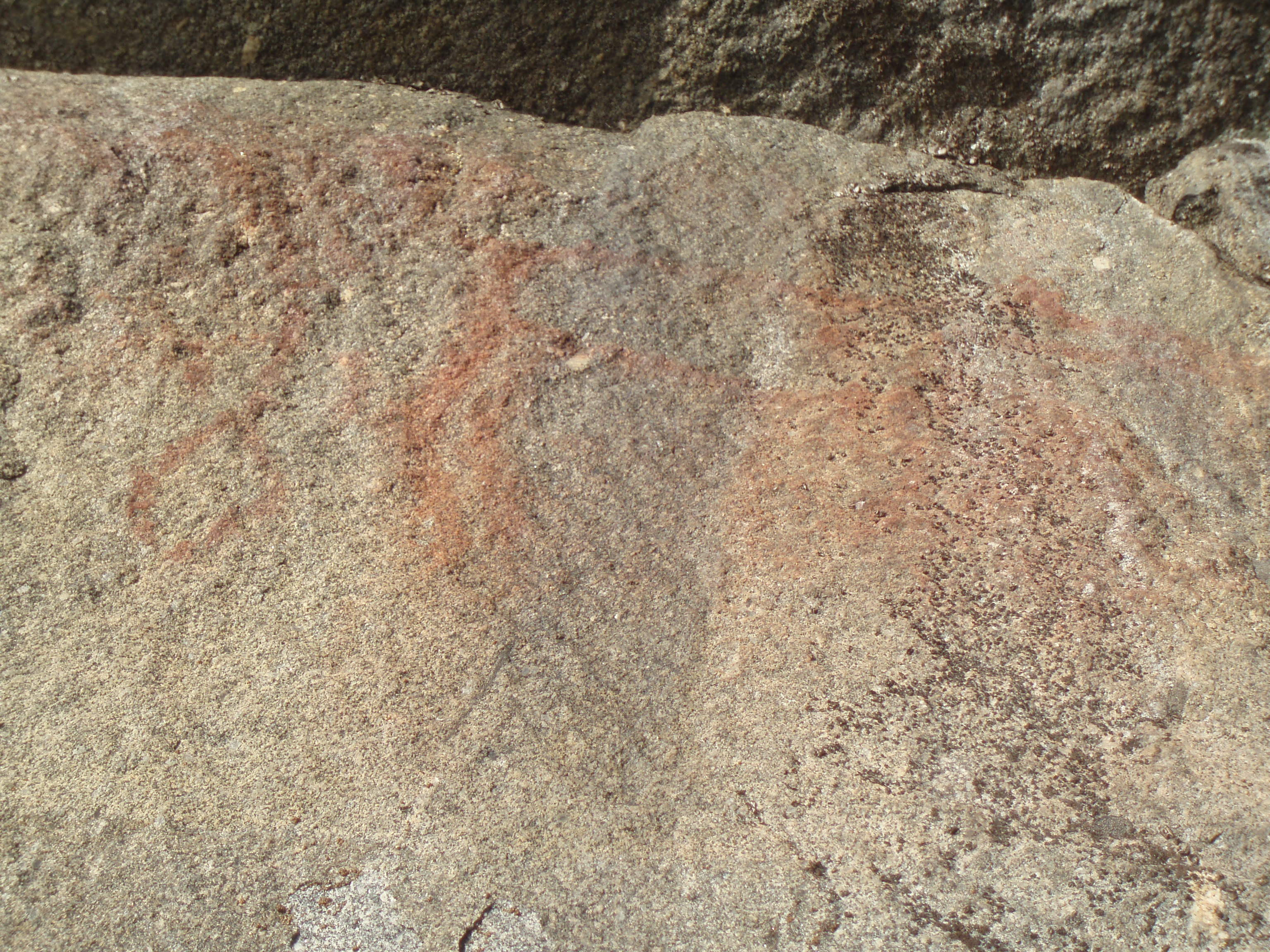
Peintures rupestres.
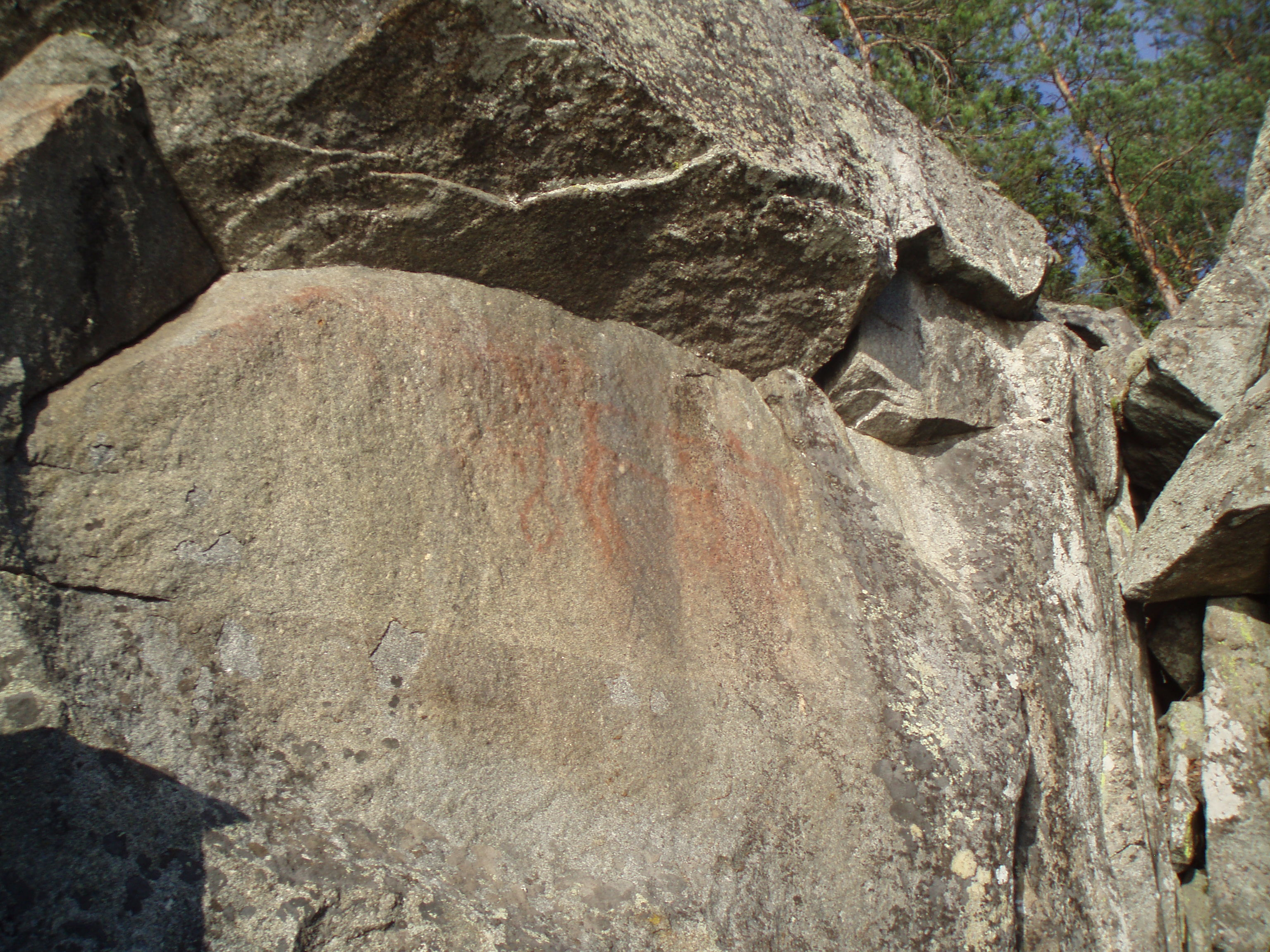
Peintures rupestres.
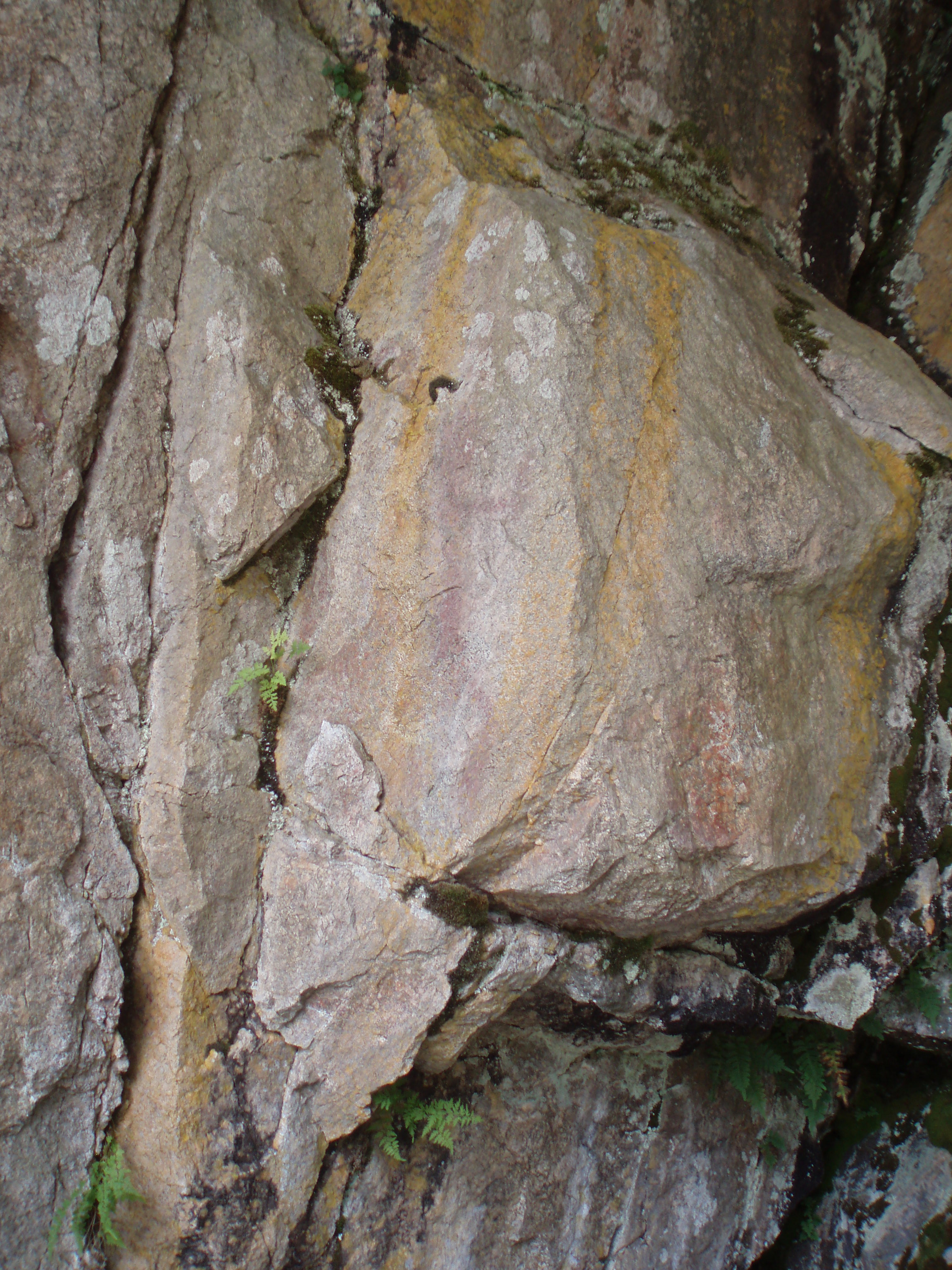
Peintures rupestres.